# Zapasy na Letnich Igrzyskach Olimpijskich 1932 – kategoria do 61 kg w stylu klasycznym
Zmagania mężczyzn do 61 kg to jedna z siedmiu męskich konkurencji w zapasach w stylu klasycznym rozgrywanych podczas Letnich Igrzysk Olimpijskich 1932. Pojedynki w tej kategorii wagowej odbyły się w dniach 4 – 7 sierpnia.

## Klasyfikacja[1]
| Pos. | Zawodnik         | Kraj           |
| ---- | ---------------- | -------------- |
| 1    | Giovanni Gozzi   | Włochy         |
| 2    | Wolfgang Ehrl    | Niemcy         |
| 3    | Lauri Koskela    | Finlandia      |
| 4    | Jindřich Maudr   | Czechosłowacja |
| 5    | Kiyoshi Kase     | Japonia        |
| 6    | Ödön Zombori     | Węgry          |
| .    | Oscar Lindelöf   | Szwecja        |
| 8    | Christian Schack | Dania          |

## Zasady[2]
Punktacja opierała się na systemie "złych punktów karnych". Zwycięzca otrzymywał zero punktów za wygraną przez "tusz" (łopatki), a jeden za zwycięstwo decyzją trzech sędziów. Za porażkę na punkty zawodnik otrzymywał trzy punkty. Uzyskanie pięciu lub więcej punktów eliminowało zapaśnika z turnieju.   

## Wyniki

### Pierwsza runda[3]
| Zwycięzca      | Punkty karne | Wynik     | Przegrany        | Punkty karne |
| -------------- | ------------ | --------- | ---------------- | ------------ |
| Kiyoshi Kase   | 1            | Na punkty | Christian Schack | 3            |
| Jindřich Maudr | 1            | Na punkty | Oscar Lindelöf   | 3            |
| Wolfgang Ehrl  | 1            | Na punkty | Ödön Zombori     | 3            |
| Giovanni Gozzi | 0            | Łopatki   | Lauri Koskela    | 3            |

### Druga runda[4]
| Zwycięzca      | Punkty karne | Wynik      | Przegrany        | Punkty karne |
| -------------- | ------------ | ---------- | ---------------- | ------------ |
| Jindřich Maudr | 1            | Łopatki    | Kiyoshi Kase     | 4            |
| Wolfgang Ehrl  | 2            | Na punkty  | Oscar Lindelöf   | 6            |
| Lauri Koskela  | 3            | Łopatki    | Ödön Zombori     | 6            |
| Giovanni Gozzi | 0            | Rezygnacja | Christian Schack | 6            |

### Trzecia runda[5]
| Zwycięzca      | Punkty karne | Wynik     | Przegrany      | Punkty karne |
| -------------- | ------------ | --------- | -------------- | ------------ |
| Giovanni Gozzi | 0            | Łopatki   | Kiyoshi Kase   | 7            |
| Wolfgang Ehrl  | 3            | Na punkty | Jindřich Maudr | 4            |
| Lauri Koskela  | 3            | -         | Bez walki      |              |

### Czwarta runda[6]
| Zwycięzca     | Punkty karne | Wynik     | Przegrany      | Punkty karne |
| ------------- | ------------ | --------- | -------------- | ------------ |
| Lauri Koskela | 3            | Łopatki   | Jindřich Maudr | 7            |
| Wolfgang Ehrl | 4            | Na punkty | Giovanni Gozzi | 3            |

### O srebrny medal[7]
| Zwycięzca     | Punkty karne | Wynik     | Przegrany     | Punkty karne |
| ------------- | ------------ | --------- | ------------- | ------------ |
| Wolfgang Ehrl | 5            | Na punkty | Lauri Koskela | 6            |